# Lluveras
Lluveras ist eine Ortschaft im Westen Uruguays und mindestens ein Teil des Ortes Pueblo Lavalleja.

## Geographie
Lluveras befindet sich im Norden des Departamento Salto in dessen Sektor 7. Der Ort liegt südwestlich von Migliaro und Las Flores sowie nördlich von Biassini.

## Einwohner
Die Einwohnerzahl von Lluveras beträgt 223 (Stand: 2011), davon 122 männliche und 101 weibliche. Für die vorhergehenden Volkszählungen der Jahre 1963, 1975, 1985, 1996 und 2004 sind beim Instituto Nacional de Estadística de Uruguay keine gesonderten Daten für Lluveras erfasst worden. Die Einwohnererfassung wurden zu diesen Zeitpunkten für Pueblo Lavalleja durchgeführt.
| Jahr | Einwohner |
| ---- | --------- |
| 1996 | -         |
| 2004 | -         |
| 2011 | 223       |

Quelle: Instituto Nacional de Estadística de Uruguay